# Achmiet Mambietow
Achmiet Ismagułowicz Mambietow (ros. Ахмет Исмагулович Мамбетов; ur. 1908 w obwodzie semipałatyńskim, zm. 20 kwietnia 1965 w Ałma-Acie) – radziecki polityk, działacz partyjny i państwowy Kazachskiej SRR.

## Życiorys
Od 1925 do 1928 pracował jako kurier i młodszy rachmistrz Tatarskiego Banku Komunalnego, należał do Komsomołu i WKP(b). W latach 1928–1933 studiował w Moskiewskiej Akademii Rolniczej im. Timiriazewa, po czym na krótko został zootechnikiem w truście w Ałma-Acie, a później adiunktem w Ałmaackiej Wyższej Komunistycznej Szkole Rolniczej, następnie 1937–1939 odbywał służbę w Armii Czerwonej. Po zwolnieniu z armii w 1939 został instruktorem KC Komunistycznej Partii (bolszewików) Kazachstanu (KP(b)K), 1939–1942 był I sekretarzem KC Komsomołu Kazachstanu, 1942–1943 zastępcą kierownika Wydziału Kadr KC KP(b)K, a 1943–1944 sekretarzem Komitetu Obwodowego KP(b)K w Pawłodarze ds. kadr. W 1944 został zastępcą sekretarza KC KP(b)K ds. hodowli, 1945–1947 uczył się w Wyższej Szkole Organizatorów Partyjnych przy KC WKP(b), 1947–1950 był II sekretarzem Komitetu Obwodowego KP(b)K w Dżambule, a 1950–1951 przewodniczącym Komitetu Wykonawczego Kustanajskiej Rady Obwodowej. Następnie przez rok uczył się na kursach przy KC WKP(b), po czym 1952–1953 pełnił funkcję ministra gospodarki rolnej Kazachskiej SRR, a 1953–1955 był przewodniczącym Komitetu Wykonawczego Pawłodarskiej Rady Obwodowej. W latach 1955–1960 kierował Wydziałem Rolnym Komitetu Obwodowego KPK w Gurjewie, 1960–1962 był instruktorem technicznym Kazachskiej Republikańskiej Rady Związków Zawodowych, 1962–1963 przewodniczącym Kazachskiego Republikańskiego Komitetu Związków Zawodowych Robotników Gospodarki Rolnej, a 1963–1965 sekretarzem Kazachskiej Republikańskiej Rady Związków Zawodowych. Był odznaczony Orderem Czerwonego Sztandaru Pracy i Orderem Wojny Ojczyźnianej II klasy.